# Lamu County
Lamu is een county en voormalig Keniaans district. Het district telt 143.920 inwoners (2019) en heeft een bevolkingsdichtheid van 23 inw/km². Ongeveer 16,4% van de bevolking leeft onder de armoedegrens en ongeveer 53% heeft beschikking over elektriciteit.

## Bevolking
Tussen de officiële volkstellingen van 1979 en 2019 is de bevolking van Lamu County meer dan verdrievoudigd (zie: tabel). Op 24 augustus 2019 woonden er 143 920 personen in de county, waarmee het de kleinste county qua inwonersaantal in Kenia is. Onder de 143 920 inwoners zijn 76 103 mannen, 67 813 vrouwen en 4 personen met een intersekseconditie. Van de bevolking leefde 27% in urbane nederzettingen (38 446 personen), terwijl 73% in dorpen op het platteland leefde (105 474 personen).
| Bevolkingsontwikkeling | Bevolkingsontwikkeling | Bevolkingsontwikkeling | Bevolkingsontwikkeling | Bevolkingsontwikkeling | Bevolkingsontwikkeling |
| ---------------------- | ---------------------- | ---------------------- | ---------------------- | ---------------------- | ---------------------- |
| Jaar                   | 1979                   | 1989                   | 1999                   | 2009                   | 2019                   |
| Bevolking              | 42 299                 | 56 783                 | 72 686                 | 101 539                | 143 920                |

Van de bevolking was 38,9% tussen de 0 en 14 jaar (55 957 personen), gevolgd door 57,2% in de leeftijdscategorie 15 tot 64 jaar (82 250) en 4% van 65 jaar of ouder (5 705 personen).

### Religie
De moslims vormen de grootste religieuze groep in Lamu County. In 2019 was een nipte meerderheid van de bevolking islamitisch. Een grote minderheid van de bevolking is christelijk, vooral lid van de Evangelische Kerk en andere christelijke denominaties.
| Religieuze samenstelling in 2019 | Religieuze samenstelling in 2019 | Religieuze samenstelling in 2019 | Religieuze samenstelling in 2019 | Religieuze samenstelling in 2019 |
| -------------------------------- | -------------------------------- | -------------------------------- | -------------------------------- | -------------------------------- |
|                                  |                                  |                                  |                                  |                                  |
| Katholieke Kerk                  | Katholieke Kerk                  |                                  | 11,8%                            | 11,8%                            |
| Protestantisme                   | Protestantisme                   |                                  | 9,6%                             | 9,6%                             |
| Overige christenen               | Overige christenen               |                                  | 25,5%                            | 25,5%                            |
| Islam                            | Islam                            |                                  | 50,6%                            | 50,6%                            |
| Animisme                         | Animisme                         |                                  | 0,3%                             | 0,3%                             |
| Anders + onbekend                | Anders + onbekend                |                                  | 2,2%                             | 2,2%                             |